# ATP Challenger Eisenach
Das ATP Challenger Eisenach (offiziell: Wartburg Open) war ein Tennisturnier, das von 1993 bis 2002 jährlich in Eisenach stattfand. Es gehörte zur ATP Challenger Tour und wurde im Freien auf Sand gespielt. Es fand auf der Anlage des TC Blau-Weiß Eisenach statt.

## Liste der Sieger

### Einzel
| Jahr | Sieger                 | Finalgegner          | Ergebnis      |
| ---- | ---------------------- | -------------------- | ------------- |
| 2002 | Tomáš Zíb              | Olivier Mutis        | 7:65, 6:2     |
| 2001 | Oliver Gross           | Martin Verkerk       | 5:7, 6:2, 6:1 |
| 2000 | Jan Frode Andersen     | Francisco Costa      | 7:65, 6:3     |
| 1999 | Juan Albert Viloca     | Tomas Behrend        | 7:6, 6:4      |
| 1998 | Edwin Kempes           | Marco Meneschincheri | 7:6, 6:3      |
| 1997 | Tomas Nydahl           | Davide Sanguinetti   | 6:3, 6:1      |
| 1996 | Dennis van Scheppingen | David Škoch          | 6:4, 6:0      |
| 1995 | Wojciech Kowalski      | Dirk Dier            | 7:6, 6:3      |
| 1994 | Lars Rehmann           | Thomas Gollwitzer    | 6:1, 1:6, 7:6 |
| 1993 | Andrei Merinow         | Karsten Braasch      | 6:3, 2:6, 7:5 |

### Doppel
| Jahr | Sieger                               | Finalgegner                           | Ergebnis       |
| ---- | ------------------------------------ | ------------------------------------- | -------------- |
| 2002 | Edwin Kempes Martin Verkerk          | Marcos Daniel Adrián García           | 6:3, 6:4       |
| 2001 | Yves Allegro Gabriel Trifu           | Tomas Behrend Franz Stauder           | 7:68, 6:4      |
| 2000 | Daniel Melo Alexandre Simoni         | Enrique Abaroa Tim Crichton           | 6:1, 6:72, 6:1 |
| 1999 | Mitch Sprengelmeyer Jason Weir Smith | Dirk Dier Marcus Hilpert              | 6:3, 6:1       |
| 1998 | Jaime Oncins Cristiano Testa         | René Nicklisch Patrick Sommer         | 6:1, 6:3       |
| 1997 | Geoff Grant Mark Merklein            | Emanuel Couto Attila Sávolt           | 6:2, 6:2       |
| 1996 | Donald Johnson Francisco Montana     | Karsten Braasch Jens Knippschild      | 6:3, 6:2       |
| 1995 | Dirk Dier Lars Koslowski             | Sébastien Leblanc Chris Woodruff      | 3:6, 6:3, 7:6  |
| 1994 | Brendan Curry Luis Lobo              | Marcelo Charpentier Miguel Pastura    | 5:7, 6:1, 6:3  |
| 1993 | Christer Allgårdh Dmytro Poljakow    | Wladimer Gabritschidse Andrei Merinow | 6:7, 6:4, 6:4  |